# Francis Buchanan-Hamilton
Francis Buchanan-Hamilton (Callander, Perthshire Escocia, 15 de febrero de 1762 - † Gran Bretaña 15 de junio de 1829) fue un médico, zoólogo y botánico escocés que vivió en la India.

## Biografía
Francis Buchanan nació en Escocia. Añadió "Hamilton" a su apellido al recibir su herencia materna. Estudió Medicina en la Universidad de Edimburgo. Después de varios viajes en navíos de la marina mercante a Asia, sirvió en el Servicio Médico Bengalí desde 1794 a 1815. Durante este tiempo fue enviado a varias expediciones de investigaciónen la India y en Nepal.
De 1803 a 1804 fue el cirujano oficial del Gobernador General de la India Lord Wellesley en Calcuta, donde incluso organizó un zoo que fue el núcleo del actual "Calcutta Alipore Zoo". Sucedió a William Roxburgh en el puesto de Superintendente del Jardín Botánico de Calcuta en 1814, pero tuvo que volver a Gran Bretaña en 1815 debido a su mal estado de salud.
En 1822 publicó An account of the fishes found in the river Ganges and its branches. En 1807 escribióA Journey from Madras through the Countries of Mysore, Canara and Malabar y en 1819 An Account of the Kingdom of Nepal. También recolectó y describió numerosas nuevas plantas en la región.

## Honores

### Eponimia
Animales
- Emberiza buchanani
- Prinia buchanani

Vegetales
- (Annonaceae) Monanthotaxis buchananii (Engl.) Verdc.[1]

- (Asclepiadaceae) Cryptolepis buchananii Roem. & Schult.[2]

## Obras
- Journey from Madras through the countries of Mysore, Canara, and Malabar: for the express purpose of investigating the state of agriculture, arts and commerce, the religion, manners, and customs, the history natural and civil, and antiquities.  3 Volúmenes. Londres. 1807
- An Account of the Kingdom of Nepal. 1819
- An account of the fishes found in the river Ganges and its branches. Edimburgo & Londres 1822

## Literatura
- D. Prain. A sketch of the life of Francis Hamilton (once Buchanan) sometime Superintendent of the Honourable Company's Botanic Garden, Calcutta. En: Ann. of the Royal Botanic Garden 10 ( 2): I–LXXV, Calcuta 1905

- Leslie Stephen (ed.) Dictionary of national Biography. Vol. VII, pp. 186, Smith, Elder & Co., Londres 1886

## Abreviatura (zoología)
La abreviatura Buchanan-Hamilton  se emplea para indicar a Francis Buchanan-Hamilton como autoridad en la descripción y taxonomía en zoología.

- La abreviatura «Buch.-Ham.» se emplea para indicar a Francis Buchanan-Hamilton como autoridad en la descripción y clasificación científica de los vegetales.[3]También aparecen su abreviatura en equipos, como :

- Buchanan-Hamilton & D. Don
- Buchanan-Hamilton & de Candolle